# اچ‌ام‌اس تمرر (۱۸۷۶)
اچ‌ام‌اس تمرر (۱۸۷۶) (به انگلیسی: HMS Temeraire (1876)) یک کشتی بود که طول آن ۲۸۵ فوت (۸۷ متر) بود. این کشتی در سال ۱۸۷۶ ساخته شد.